# Jennifer Stoute
Jennifer Stoute (Jennifer Elaine „Jenny“ Stoute; * 16. April 1965 in Bradford) ist eine ehemalige britische Sprinterin.
Bei den Olympischen Spielen 1988 in Seoul wurde sie in der 4-mal-400-Meter-Staffel mit der britischen Mannschaft Sechste. Im darauffolgenden Jahr wurde sie bei den Leichtathletik-Halleneuropameisterschaften in Den Haag Vierte über 200 m.
1990 wurde sie, für England startend, bei den Commonwealth Games in Auckland Vierte über 200 m und Fünfte über 400 m. Mit den englischen Stafetten gewann sie Silber in der 4-mal-100-Meter-Staffel und Gold in der 4-mal-400-Meter-Staffel. Bei den Leichtathletik-Europameisterschaften in Split holte sie Bronze mit dem britischen Team in der 4-mal-400-Meter-Staffel.
Bei den Leichtathletik-Weltmeisterschaften 1991 in Tokio erreichte sie das Viertelfinale über 200 m. Im Jahr darauf gewann sie bei den Olympischen Spielen in Barcelona Bronze in der 4-mal-400-Meter-Staffel (Phylis Smith, Sandra Douglas, Stoute, Sally Gunnell; 3:24,23 min) hinter den Stafetten des Vereinten Teams und der Vereinigten Staaten. Über 200 m kam sie ins Halbfinale.
Eine Verletzung in der ischiocruralen Muskulatur führte 1993 zum Ende ihrer Karriere im Hochleistungssport. Von 1996 bis 1999 trat sie als Rebel in der britischen TV-Show Gladiators auf. 2000 wirkte sie bei Stunts für den Film Gladiator mit.
Jennifer Stoute ist mit ihrem Sprinterkollegen John Regis verheiratet und Mutter zweier Töchter.

## Persönliche Bestzeiten
- 100 m: 11,64 s, 3. August 1990, Birmingham
- 200 m: 22,73 s, 3. August 1992, Barcelona
  - Halle: 23,50 s, 19. Februar 1989 Den Haag
- 400 m: 51,53 s, 12. August 1989, Birmingham